# Бартуг Елмаз
Бартуг Елмаз (тур. Bartuğ Elmaz, нар. 17 лютого 2003, Черкезкей, Туреччина) — турецький футболіст, півзахисник клубу «Фенербахче».

## Ігрова кар'єра

### Клубна
Бартуг Елмаз є вихованцем футбольної академії стамбульського «Галатасарая». У листопаді 2020 року півзахисник підписав з клубом перший професійний контракт. Свою дебютну гру в основі футболіст провів у грудні 2020 року, коли вийшов на заміну наприкінці матчу з «Гьозтепе». Також у складі турецького клубу Елмаз вийшов на поле у матчі Ліги Європи.
У січні 2022 року Елмаз підписав попередній контракт з французьким «Марселем». До «Олімпіка» футболіст приєднався по завершенні сезону 2021/22.

### Збірна
З 2017 року Бартуг Елмаз є активним гравцем юнацьких збірних Туреччини всіх вікових категорій.